# 新納傑日季涅
48°55′52″N 36°36′7″E / 48.93111°N 36.60194°E
新納德日季內（烏克蘭語：Новонадеждине）是位於烏克蘭東部的村莊，由哈爾科夫州洛佐瓦區的布利茲紐基市鎮負責管轄。該村始建於1855年，面積0.74平方公里，海拔高度176米，2001年人口404，人口密度每平方公里546人。